# 比利亞努埃瓦 (玻利瓦爾省)

比利亞努埃瓦（西班牙語：Villanueva），是哥倫比亞的城鎮，位於該國北部玻利瓦爾省，面積135平方公里，海拔高度110米，2005年人口17,622，人口密度每平方公里130.53人。
10°26′44″N 75°16′34″W / 10.4456°N 75.2761°W